# Okegawa
Okegawa (jap. 桶川市 Okegawa-shi) – miasto w Japonii, na wyspie Honsiu, w prefekturze Saitama. Ma powierzchnię 25,35 km². W 2020 r. mieszkało w nim 74 778 osób, w 30 865 gospodarstwach domowych  (w 2010 r. 74 715 osób, w 28 027 gospodarstwach domowych).
Miasto to otrzymało prawa miejskie 3 listopada 1970r.